# Jürgen Elingius
Jürgen Elingius (* 17. März 1912 in Hamburg; † 2006) war ein deutscher Architekt.

## Leben
Geboren als Sohn des Architekten Erich Elingius studierte er von 1931 bis 1934 an der Technischen Hochschule Dresden und setzte das Studium von 1935 bis 1938 an der Technischen Hochschule Stuttgart bei Paul Bonatz fort. Nach einer Praktikantenzeit im Hamburger Hochbauamt war er von 1939 bis 1945 als Soldat im Zweiten Weltkrieg. 1946 trat er in das Architekturbüro Schramm & Elingius ein, das sein Vater zusammen mit Gottfried Schramm führte. Nach dem Tode seines Vaters 1948 führte er das Büro mit Schramm fort. 1956 traten auch Jost Schramm und Harald Peters in die Gemeinschaft ein. Nach der Auflösung der Architektengemeinschaft setzte Elingius seine Tätigkeit von 1965 bis 1970 mit Günter Niggemann und von 1972 bis 1978 mit Dieter Iseler und Hubert Marady fort. 1983 beendete er seine Berufstätigkeit.
Jürgen Elingius wurde auf dem Friedhof Nienstedten beigesetzt.

## Bauten

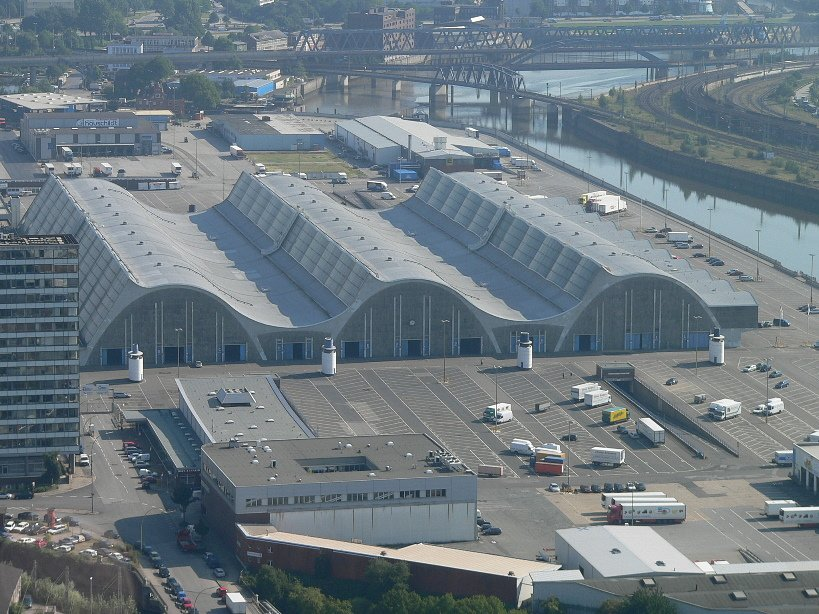
Großmarkthalle in Hamburg

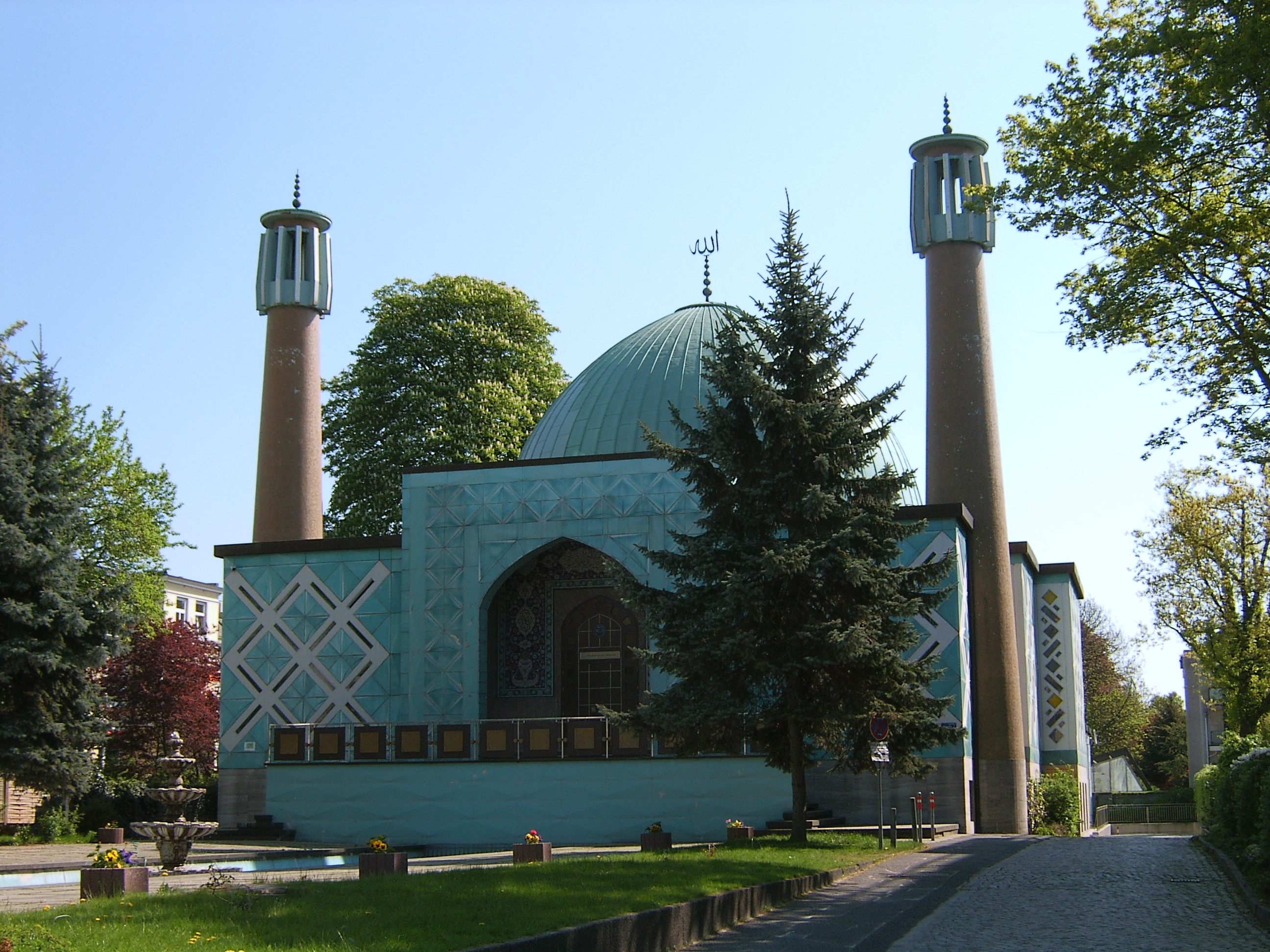
Iranisch-Islamische Moschee in Hamburg

- 1948: Wettbewerbsentwurf Hamburger Innenstadt (1. Preis)
- 1953: Haus Dr. L. in Hamburg-Rissen
- 1954: Sparkasse am Mönkedammfleet in Hamburg
- 1955–1956: Kindergarten und Gemeindesaal der Christuskirche in Hamburg-Othmarschen, Roosens Weg 28
- 1956: Streit’s Filmtheater in Hamburg-Innenstadt, Jungfernstieg
- 1957: Rentnerwohnanlage in Hamburg-Winterhude
- 1957: Haus H. in Hamburg-Hochkamp, Fontanestraße
- 1957–1958: Gebäude der Nederlandse Overzeebank in Hamburg, Pelzerstraße
- 1958–1959: Werkcasino der DEA-Raffinerie in Heide
- 1958–1962: Großmarkthalle in Hamburg (mit Ulrich Finsterwalder, Bernhard Hermkes, Gerhart Becker, Gottfried Schramm, Harald Peters, Jost Schramm)
- 1959: Mehrfamilienhaus Alsterkrugchaussee in Hamburg-Barmbek
- 1960/1961: Immenschuur-Siedlung in Hamburg-Volksdorf, zusammen mit Harald Peters, Gottfried Schramm, Jost Schramm sowie Karl Plomin (Gartenanlagen)[1]
- 1960–1962: U-Bahnhof Wandsbek Markt in Hamburg (zusammen mit Gottfried Schramm)
- 1960–1962: U-Bahnhof Steinstraße in Hamburg (zusammen mit Gottfried Schramm)
- 1963–1969: Iranisch-Islamische Moschee in Hamburg (zusammen mit Gottfried Schramm und mit dem iranischen Architekten Zargarpoor)
- 1964–1967: Neubau der Dresdner Bank AG in Düsseldorf
- 1965: Haus C. in Wedel[2]
- 1975–1977: Altenwohnanlage Rissen in Hamburg-Rissen, Storchenheimweg, Rissener Landstraße (zusammen mit Dieter Iseler)
- 1978: Restaurierung des Heine-Hauses in Hamburg

## Veröffentlichungen
- Jürgen Elingius: Bauten 1946-1972. Offizin Paul Hartung, Hamburg 1972